# Anton Sova
Anton Sova, egentligen Anton Carl Gustaf von Essen, född 26 juni 1981 i Kiev, Ukrainska SSR, Sovjetunionen, är en svensk artistmanager, talangscout, musikentreprenör, filmproducent,  företagsledare, spelar- och influencer-agent. Han har också verkat som A&R-chef och förlagsperson på ett internationellt skivbolag.

## Biografi
Anton Sova föddes och växte upp i Kiev i nuvarande Ukraina) tillsammans med sin äldre bror. Han avslutade sin skolgång 1998 vid gymnasieskola 264 i Kiev. Mellan 1998 och 2003 studerade han vid den ekonomiska institutionen vid Kievs slaviska universitet. Från och med 1999 antog han pseudonymen  Anton Sova.
Mellan 2001 och 2003 genomgick Anton Sova militär utbildning vid den militära avdelningen vid Nationella universitetet för livs och miljövetenskaper i Ukraina. Efter avslutad utbildning den 9 mars 2004 erhöll han graden löjtnant som reservofficer. 
Från 2003 till 2004 fortsatte han sina studier vid Kievs kulturuniversitet, där han var inskriven vid avdelningen för regissör av massfestivaler. 
Från 22 juni 2010 har Anton Sova varit permanent bosatt i Riga där han arbetar som A&R-manager. 
År 2011 flyttade han till Sverige för att fortsätta sina studier. År 2014 studerade han vid institutionen för slaviska och baltiska språk vid Högskolan Dalarna och från 2015 vid institutionen för slaviska och baltiska språk vid Stockholms universitet.

## Karriär
Anton Sova etablerade den globala agenturen TUARON och har varit styrelseordförande i företaget sedan 1999. Han har varit involverad i upptäckandet och representationen av olika artister, däribland Tatjana Shirko och Stas Sjurins. Ett av de första projekten som skapades år 2003 var musikgruppen Körsbär, alternativt känt som Adamantes.
År 2006 inleddes samarbetet mellan Anton Sova och flera ukrainska sångare och musiker, inklusive Artur Bosso, Tatjana Shirko, Anna Mukhina, Andrew Boldar, Freakballet showgrupp och rockband Platinum.
Från 2008 har Anton Sova verkat i Lettland. Under denna period genomförde han auditions för lettiska artister och musiker och etablerade samarbeten med bland andra Alekss Silvers, Andrey Klad, Stas Sjurins, Gatis Timofeev. Ytterligare skivinspelningar genomfördes med artister som Alex Luna, KAL1BR, Marco Giacomo, Daiga Berzina samt rockband Luv Land.
Den 20 april 2013 presenterades för första gången den svenska popgruppen Dildorado i Lettland med stöd från Sveriges ambassad i Lettland.
År 2019 avled Anton Sovas farfar, Kasyan Yevchenko, en ukrainsk musiker och mästare på folkliga instrument. Kasyan Yevchenko var även ledare för ensembler och solist i Veryovka ukrainska folkkör. Efter farfaderns bortgång har Anton Sova fortsatt att stödja och bevaka dennes konstnärliga arv. Han tar hand om organisatoriska frågor, bevarar upphovsrätter och samarbetar med den musikskola och det museum som har uppkallats efter farfadern.
År 2021 presenterade Anton Sova tillsammans med den ukrainska filmproducenten Mila Andriiash det korta krigsdramat "God Will Forgive".
Anton Sova är medlem i Music Managers Forum Sweden (MFF), en organisation för svenska musikmanagers, A&R och talangscouter. Han är också medlem i Svenska Tonsättares Internationella Musikbyrå (STIM).

## Filmografi
Producent
- 2021 – God Will Forgive

## Priser och utmärkelser
- 2023 Bästa producent till God Will Forgive, Dresden Cinema Awards.[14]
- 2023 Bästa producent till God Will Forgive, Navy International Film Festival.[15]

## Jurymedlem
Anton Sova fungerar som jurymedlem i olika talangjakter och internationella tävlingar inom musik och koreografi. Dessa inkluderar barnfestivalerna "SmileFest", "Unison" och "Shlyakhom Mistetsva".